# Хейзер, Майкл
Майкл Хейзер (англ. Michael Heizer; 4 ноября 1944, Беркли, Калифорния) — современный американский лэнд-арт художник, специализирующийся на масштабных скульптурах. Он известен своими работами в пустыне. В настоящее время живет и работает в Гарден Сити, Невада.

## Биография
Майкл Хейзер родился в Беркли, Калифорния в 1944. Семья Хейзеров жила в Неваде с 1880-х годов. Один из дедов Майкла, Отт Ф. Хейзер (англ. Ott F. Heizer), был горным инженером; другой, Олаф П. Дженкинс (Olaf P. Jenkins), был главным геологом в Калифорнии. Государственные карты Калифорнии до сих пор носят его имя.
Отец Майкла Хейзера — Роберт Ф. Хейзер, выдающийся археолог, специализирующийся на регионе Большого Бассейна (на территории которого находится Большое Солёное озеро), — провел детство в Неваде, небольшом городке Ловлок, но основная часть его научной карьеры связана с Калифорнийским Университетом в Беркли, где Роберт преподавал более 30 лет. Перемещение каменных глыб в эпоху древних цивилизаций являлось одним из научных интересов Роберта (этому феномену он посвятил свою последнюю книгу, которая из-за его внезапной смерти осталась незаконченной). Впоследствии эта страсть к валунам передалась и сыну, который начал использовать их в своей художественной практике.
Роберт Хейзер брал 12-летнего Майкла с собой на археологические раскопки в Мексику, и позже, когда сыну было 18 лет, они ездили вместе в Перу и Боливию. В старших классах Майкл учился в школе во Франции. В 1963—1964 годах он посещал Художественный Институт Сан-Франциско, а в 1966 переехал в Нью-Йорк, где снял лофт на улице Мерсер (Mercer) в Сохо, и там начал создавать живописные работы и скульптуры небольшого масштаба.
В то время он знакомится с Карлом Андре, Дэном Флавином, Уолтером Де Мария, Тони Смитом, Фрэнком Стеллой и Робертом Смитсоном.
Долгое время Майкл Хейзер жил в пустыне — на ранчо неподалеку от своей самой масштабной работы «Город» («City»), при этом стараясь не афишировать точное место своего обитания.

## Творчество
В конце 1960-х — начале 1970-х искусство выходит за пределы галерей, и Майкл Хейзер стал одним из тех американских художников, которые прокладывали этот путь. Он начал как художник, создававший живопись фигурного холста с вырезами в центре. В 1967 году Майкл Хейзер заканчивает работу «Север, Восток, Юг, Запад 1» (North, East, South, West 1), которая включала в себя несколько углублений, выкопанных в горах Сьерра-Невада, напоминавших по форме его живописные холсты. Он сделал подобные работы в пустыне Мохаве, а позже в этом же году Майкл Хейзер начал создавать «негативные» скульптуры, вырезая непосредственно из земной поверхности. Серия «Nine Nevada Depressions» (1968) представляла собой большие, извилистые, зигзагообразные траншеи, похожие на абстрактные каракули на земле, растянувшиеся в общей сложности более, чем на 800 км (520 миль). Другой ранней скульптурой является «Cilia», — выкопанные формы превратились в световые колодцы для наблюдения за солнцем под разными углами. Его работа «Dye Paintings» представляла собой рассыпанную по пустыне краску. Майкл также ездил по высохшему озеру на своем мотоцикле, оставляя следы от шин в качестве нарисованных линий.
В 1969—1970 годах в рамках создания работы «Двойное отрицание» Майкл Хейзер переместил 240 000 тонн земли в пустыне Невада, продолбив в горной породе огромные траншеи, простирающиеся на 450 м (1500 футов).

## Проект «Город»
Начиная с 1990 годов Майкл Хейзер был сфокусирован на проекте «Город» (City), работа над которым продолжается по сей день. Поддержку оказывает Dia Art Foundation. В 1970 году Хейзер нанял Роберта Дейро (G. Robert Deiro), пилота из Лас-Вегаса, чтобы помочь ему найти недвижимость. В 1972 году он приобрел землю неподалеку от ущелья Гарден Вэлли (Garden Valley) на границе с округом Най (Невада) и начал работу над первой частью. Он завершил первый комплекс в 1974, работая практически в одиночку. В процессе он выкупил 7,8 квадратных километров по $30 за 40 соток. Последняя оплата была произведена в 1997 году.
Группа американских музеев, в том числе Музей искусств округа Лос-Анджелес, Музей современного искусства MoMA, Институт современного искусства в Бостоне и Художественный центр Уолкера, объединились, чтобы привлечь внимание общественности к сохранению области, где расположен «Город» Хейзера. В июле 2015 президент США Барак Обама объявил о создании национального парка на территории провинции долин и хребтов.